# Villa la Rotonda (Inverigo)
La villa nota come La Rotonda  si trova sul più alto colle (376 metri) di Inverigo in provincia di Como (Lombardia), circondata da un ampio parco, visibile e riconoscibile a distanza di vari chilometri dalla pianura briantea  per la sua caratteristica cupola emisferica, da cui ha preso il nome con cui è nota.

## La sua costruzione
È opera dell'architetto neoclassico Luigi Cagnola, che l'aveva progettata come propria personale residenza e principalmente realizzata tra il 1813 e la metà circa del successivo decennio; trattandosi della sua residenza l'architetto fu libero di sfruttare tutta la sua genialità architettonica senza le limitazioni che qualsiasi committenza comportava, dando vita a una costruzione che fu la più famosa dell'Ottocento lombardo.
La villa fu realizzata partendo da quello che era palazzo Caravaggio, di proprietà della madre del Cagnola, edificio dotato di corte interna che alla fine dei lavori si trovò trasformata in una sala circolare sormontata da una cupola di sezione con forma analoga.
Secondo Cesare Cantù, il Cagnola volle costruirsi un edificio così imponente "per rispondere a quelli che lo tacciavano di architettare sempre grandiosamente perché non doveva spendere denari propri"
La costruzione venne terminata da Francesco Peverelli, allievo dell'architetto, causa la morte di Cagnola nel 1833 a Inverigo. Altri riportano che, alla morte di Cagnola, i lavori vennero conclusi da Ambrogio Nava.
Nella cappella della villa si trova il cenotafio di Luigi Cagnola, opera di Francesco Somaini.
Il Cagnola era diventato famoso in Lombardia agli inizi del XIX secolo per avere ricevuto la committenza per il progetto dell'Arco della Pace di Milano, che costituiva il punto di ingresso in città dalla strada del Sempione.

## Descrizione
Su quel colle di Inverigo da diversi secoli sorgeva il Palazzo dei Caravaggio, una casata di eminenti matematici: Pietro Paolo senior e junior avevano insegnato alle scuole Palatine di Milano e il primo anche all'Università di Pavia. Il Cagnola ne era diventato proprietario grazie alla madre Emilia Serponti, della stessa famiglia della moglie dell'ultimo erede dei Caravaggio: Pietro Paolo V, morto alla fine del Settecento.
Questo palazzo aveva una corte interna, a copia di quelli cittadini, e il Cagnola pensò di trasformarlo in un salone circolare coperto da una gigantesca cupola rotonda, sul modello ispirato del Pantheon che permettesse l'illuminazione degli interni, completata da un terrazzo belvedere sulla sua sommità.
Il risultato è un edificio a pianta centrale, per il quale il Cagnola si ispirò alla celebre villa palladiana Villa Almerico Capra detta la Rotonda, dandone però una simmetria assiale invece che simmetrica e aggiungendovi la propria sensibilità contagiata dallo spirito grandioso ed eroico neo imperiale napoleonico che aveva scosso e permeato l'architettura milanese sul finire del secolo precedente e l'inizio del secolo XIX.
Alla villa si accede salendo una lunghissima scalinata e terrazze digradanti sulle quali incombono sei giganteschi telamoni scolpiti da Pompeo Marchesi, poste sulla facciata sud a sostegno di una grande terrazza prospiciente la villa affacciata verso il milanese; la facciata nord, rivolta verso le colline è completata da un grande portico con architrave al centro di due ali di gigantesche colonne.
L'ampio parco che circonda la villa è caratterizzato dalla presenza di numerose piante d'alto fusto sempreverdi, quali i cedri del Libano, pini marittimi; un viale costeggiato da un filare di cipressi, da cui il nome di Viale dei cipressi, in passato la collegava a Villa Crivelli, l'altra monumentale villa patrizia presente a Inverigo e costruita da Leopoldo Pollack, passando per la chiesa di Santa Maria della Noce.
Nel complesso del parco vi era anche un piccolo Arco della Pace per l'accesso da via Rotonda, abbattuto da un ciclone nel 1910 e non più ricostruito; una lapide ricorda l'evento, erroneamente datandolo 1911.

## Condizione attuale
Dopo la morte di Cagnola la villa passò alla famiglia Nava a seguito delle nozze tra Ambrogio Nava e la vedova del Cagnola, Francesca d'Adda, quindi ai marchesi D'Adda Calcaterra.
Nel 1946 la villa venne donata a don Carlo Gnocchi per ospitarvi i "mutilatini", gli orfani "mulatti", quindi i bambini affetti da poliomielite e oggi appartiene alla fondazione Don Carlo Gnocchi. Attualmente è sede di un centro di cura per minori con gravi disabilità neuropsicomotorie e sensoriali. 
(Orio Vergani)
La sua visita solitamente risulta possibile durante le giornate del Fondo per l'Ambiente Italiano.